# Flughafen Kemerowo

i7
i11
i13
Der Internationale Flughafen Kemerowo (russisch Международный аэропорт Ке́мерово, IATA-Code: KEJ, ICAO-Code: UNEE) ist der internationale Flughafen der russischen Stadt Kemerowo. Er liegt in der Oblast Kemerowo, etwa 11 km südlich des Stadtzentrums und ist nach dem Kosmonauten Alexei Leonow benannt.
Der Flughafen verfügt über zwei Landebahnen: Eine 3200 Meter lange und 60 Meter breite betonierte Bahn, die für den Flugverkehr genutzt wird und eine 2638 Meter lange und 47 Meter breite asphaltierte Bahn, die stillgelegt ist. 
Er verfügt des Weiteren über ein Terminal und eine Frachthalle.
In der Nähe des Flughafens verläuft die Fernstraße M53 (Nowosibirsk – Wladiwostok). Der Flughafen ist über lokale Buslinien mit dem Umland verbunden.